# Morti il 24 maggio
| Questa pagina contiene informazioni ricavate automaticamente dalle voci biografiche con l'ausilio del template Bio e di un bot. L'aggiornamento è periodico e automatico e ricostruisce completamente la pagina. Se manca una persona in questa lista, sei pregato di non aggiungerla, ma accertati piuttosto che la sua voce biografica contenga il template Bio e che i dati anagrafici siano correttamente compilati. Se il template Bio manca, inseriscilo tu stesso o, in alternativa, metti l'avviso {{tmp\|Bio}} che ne segnala la mancanza. Se i dati riportati sono sbagliati, correggi direttamente la voce biografica; le modifiche saranno visibili in questa lista entro pochi giorni. Per chiarimenti vedi il progetto biografie. La lista contiene solo le 461 persone che sono citate nell'enciclopedia e per le quali è stato implementato correttamente il template Bio. Pagina aggiornata al 9 ago 2025. |

## II secolo(1)
- 189 - Papa Eleuterio, papa, vescovo e santo greco antico

## VI secolo(1)
- 597 - Simeone Stilita il Giovane, monaco cristiano siro (n. 521)

## XII secolo(2)
- 1107 - Raimondo di Borgogna, sovrano
- 1153 - Davide I di Scozia, sovrano

## XIII secolo(5)
- 1201 - Tebaldo III di Champagne, conte (n. 1179)
- 1212 - Dagmar di Boemia, nobile ceca
- 1213 - Wada Yoshimori, militare giapponese (n. 1147)
- 1240 - Skule Bårdsson, nobile norvegese (n. 1189)
- 1260 - Teodorico IV di Kleve, conte

## XIV secolo(6)
- 1306 - Filippo da Piacenza, religioso italiano
- 1345 - Ciuto Brandini, operaio italiano
- 1351 - Abu l-Hasan 'Ali ibn 'Uthman, sultano marocchino
- 1372 - Smeduccio I Smeducci, condottiero italiano
- 1377 - Algirdas, sovrano lituano
- 1396 - Matteo da Campione, scultore italiano (n. 1335)

## XV secolo(3)
- 1425 - Murdoch Stuart, nobile scozzese (n. 1362)
- 1458 - Juan de Segovia, teologo e arcivescovo cattolico spagnolo (n. 1395)
- 1497 - Benedetto da Maiano, architetto e scultore italiano (n. 1442)

## XVI secolo(8)
- 1511 - Francesco Alidosi, cardinale e condottiero italiano (n. 1455)
- 1527 - Domenico Pecori, pittore e mercante italiano
- 1543 - Niccolò Copernico, astronomo, matematico e prete polacco (n. 1473)
- 1554 - Brandano, predicatore italiano (n. 1488)
- 1571 - William Graham, II conte di Montrose, nobile e politico scozzese (n. 1492)
- 1571 - Flaminio Paleologo, militare italiano (n. 1518)
- 1589 - Jacopo Pitti, storico, diplomatico e politico italiano (n. 1519)
- 1592 - Nikolaus Selnecker, teologo e organista tedesco (n. 1532)

## XVII secolo(21)
- 1610 - Joachim Moller, musicista tedesco (n. 1541)
- 1612 - Robert Cecil, I conte di Salisbury, nobile e politico inglese (n. 1563)
- 1618 - Giovanni Giorgio I di Anhalt-Dessau, principe (n. 1567)
- 1631 - Juan de Prado, missionario spagnolo (n. 1563)
- 1632 - Cristoforo Borri, gesuita, astronomo e matematico italiano (n. 1583)
- 1642 - Polyxena von Pernstein, nobile ceca (n. 1566)
- 1644 - Claudio Crispomonti, nobile, scrittore e storico italiano
- 1644 - Alfonso III d'Este, nobile e religioso italiano (n. 1591)
- 1647 - Ferdinando Gorges, nobile britannico (n. 1565)
- 1650 - Charles de Menou d'Aulnay, navigatore, militare e funzionario francese (n. 1604)
- 1656 - Paolo Giordano II Orsini, sovrano italiano (n. 1591)
- 1661 - Simeone Difnico, vescovo cattolico dalmata (n. 1613)
- 1665 - Marie de La Tour d'Auvergne, duchessa francese (n. 1601)
- 1665 - María di Ágreda, religiosa e mistica spagnola (n. 1602)
- 1673 - Bartolomeo Corsini, poeta e traduttore italiano (n. 1606)
- 1676 - Federico Sforza, cardinale italiano (n. 1603)
- 1681 - Celio Piccolomini, cardinale e arcivescovo cattolico italiano (n. 1609)
- 1684 - Ambrosio Ignacio Spínola y Guzmán, arcivescovo cattolico e nobile spagnolo (n. 1632)
- 1689 - Marcello Filonardi, vescovo cattolico italiano (n. 1608)
- 1694 - Anthony Cary, nobile e politico scozzese (n. 1656)
- 1697 - Giovanni Adolfo I di Sassonia-Weissenfels, duca (n. 1649)

## XVIII secolo(19)
- 1707 - Henri Albert de La Grange d'Arquien, cardinale francese (n. 1613)
- 1714 - Henry Somerset, II duca di Beaufort, nobile e politico inglese (n. 1684)
- 1725 - Jonathan Wild, criminale inglese (n. 1683)
- 1731 - Nishizawa Ippu, scrittore giapponese (n. 1665)
- 1734 - Georg Ernst Stahl, medico, fisico e chimico tedesco (n. 1659)
- 1741 - Augustus FitzRoy, marinaio inglese (n. 1716)
- 1743 - Giovanni Battista Mazzini, medico e matematico italiano (n. 1677)
- 1743 - Charles Wager, ammiraglio e politico inglese (n. 1666)
- 1747 - Ernst August Charbonnier, architetto del paesaggio tedesco (n. 1677)
- 1752 - Giuseppe Bonatti, organaro italiano (n. 1668)
- 1752 - Charles Parrocel, pittore, disegnatore e incisore francese (n. 1688)
- 1754 - Antonino Serafino Camarda, vescovo cattolico italiano (n. 1674)
- 1763 - Luis González Velázquez, pittore spagnolo (n. 1715)
- 1773 - Jan Zach, compositore boemo (n. 1699)
- 1775 - Antonio Lanza, vescovo cattolico italiano (n. 1728)
- 1777 - Gaetano I Boncompagni Ludovisi, principe (n. 1706)
- 1792 - George Brydges Rodney, I barone Rodney, ammiraglio britannico (n. 1719)
- 1796 - Ange-Mathieu Bonelli, politico e militare italiano (n. 1728)
- 1798 - Jean-Baptiste Miroudot du Bourg, vescovo cattolico francese (n. 1722)

## XIX secolo(58)
- 1803 - Dietrich Tiedemann, filosofo tedesco (n. 1748)
- 1806 - John Campbell, V duca di Argyll, nobile e ufficiale scozzese (n. 1723)
- 1815 - Nicola Giustiniani, ceramista italiano (n. 1732)
- 1816 - Grandmesnil, attore teatrale e drammaturgo francese (n. 1737)
- 1817 - Juan Meléndez Valdés, poeta spagnolo (n. 1754)
- 1820 - Francisco Antonio Mourelle, militare e esploratore spagnolo (n. 1750)
- 1826 - Frederic Ernst Fesca, violinista e compositore tedesco (n. 1789)
- 1828 - Charles Compton, I marchese di Northampton, politico inglese (n. 1760)
- 1828 - Luisa di Stolberg-Gedern, principessa (n. 1764)
- 1833 - John Randolph, politico e diplomatico statunitense (n. 1773)
- 1836 - Carlo Giuseppe Perrone di San Martino, nobile italiano (n. 1764)
- 1837 - Sebastiano Montallegri, patriota e militare italiano (n. 1784)
- 1839 - Pietro Gilardoni, architetto e incisore italiano (n. 1763)
- 1839 - Agostino Yi Kwang-hon, nobile coreano (n. 1787)
- 1839 - Domingo de Ugartechea, militare messicano
- 1843 - Sylvestre François Lacroix, matematico francese (n. 1765)
- 1847 - Ludovico Micara, cardinale italiano (n. 1775)
- 1850 - Konstantin d'Aspre, generale austriaco (n. 1789)
- 1850 - Michał Gedeon Radziwiłł, generale polacco (n. 1778)
- 1851 - Carlo Vizzardelli, cardinale italiano (n. 1791)
- 1853 - Giovanni Rossi, medico italiano (n. 1801)
- 1854 - Jean Folly, avvocato, giudice e politico svizzero (n. 1810)
- 1858 - John O'Connell, politico irlandese (n. 1810)
- 1861 - Elmer Ellsworth, militare statunitense (n. 1837)
- 1862 - Armand Toussaint, scultore francese (n. 1806)
- 1866 - Giuseppe Rondizzoni, militare italiano (n. 1788)
- 1871 - Martian Bernardy de Sigoyer, militare francese (n. 1824)
- 1871 - Louis Bernard Bonjean, giurista e politico francese (n. 1804)
- 1871 - Georges Darboy, arcivescovo cattolico francese (n. 1813)
- 1871 - Gaspard Deguerry, presbitero e predicatore francese (n. 1797)
- 1871 - Edelestand du Méril, filologo e paleografo francese (n. 1801)
- 1871 - Raoul Rigault, rivoluzionario francese (n. 1846)
- 1872 - Julius Schnorr von Carolsfeld, pittore tedesco (n. 1794)
- 1875 - Maria Leonarda Ranixe, religiosa italiana (n. 1796)
- 1875 - Ambrose St. John, presbitero inglese (n. 1815)
- 1879 - William Lloyd Garrison, giornalista statunitense (n. 1805)
- 1879 - Cesare Mussini, pittore italiano (n. 1804)
- 1879 - Jean-Marie Saisset, militare e politico francese (n. 1810)
- 1880 - Francesco Rizzoli, medico, chirurgo e politico italiano (n. 1809)
- 1881 - William Patrick Adam, politico britannico (n. 1823)
- 1881 - François-Xavier Joseph de Casabianca, politico, avvocato e nobile francese (n. 1796)
- 1881 - Samuel Palmer, pittore britannico (n. 1805)
- 1883 - Gabriel Valentin, fisiologo tedesco (n. 1810)
- 1884 - Antonio Gussalli, letterato italiano (n. 1806)
- 1886 - Georg Waitz, storico e politico tedesco (n. 1813)
- 1888 - Charles-Théodore Frère, pittore francese (n. 1814)
- 1888 - Giovanni Gaibazzi, pittore italiano (n. 1808)
- 1889 - Laura Bridgman, statunitense (n. 1829)
- 1889 - Hermann Kauffmann, pittore e litografo tedesco (n. 1808)
- 1890 - Jean-Baptiste Noulet, archeologo, naturalista e geologo francese (n. 1802)
- 1891 - Joseph Roumanille, poeta e scrittore francese (n. 1818)
- 1892 - S. Karonin, scrittore e politico russo (n. 1853)
- 1896 - Edward Armitage, pittore inglese (n. 1817)
- 1897 - Jean Sandherr, militare francese (n. 1846)
- 1898 - Benedetto Brin, ingegnere, ammiraglio e politico italiano (n. 1833)
- 1898 - Leopoldo Luigi d'Asburgo-Lorena, nobile, generale e ammiraglio austriaco (n. 1823)
- 1899 - William Brett, I visconte Esher, avvocato e politico inglese (n. 1815)
- 1900 - Giovanni Battista Enrico Geymet, politico italiano (n. 1831)

## XX secolo(234)
- 1901 - Kishida Toshiko, scrittrice e oratrice giapponese (n. 1863)
- 1901 - Edmund Mach, chimico, enologo e agronomo austriaco (n. 1846)
- 1901 - Louis-Zéphirin Moreau, vescovo cattolico canadese (n. 1824)
- 1901 - Charlotte Mary Yonge, scrittrice, filantropa e insegnante britannica (n. 1823)
- 1902 - Hubert Theophil Simar, arcivescovo cattolico tedesco (n. 1835)
- 1904 - Enrico Accinni, ammiraglio e politico italiano (n. 1838)
- 1904 - Friedrich Siemens, imprenditore tedesco (n. 1826)
- 1905 - Dmitrij Gustanovič von Fölkersam, ammiraglio russo (n. 1846)
- 1905 - Alessandro Pascolato, avvocato, politico e scrittore italiano (n. 1841)
- 1906 - Augusto Baccelli, politico italiano (n. 1832)
- 1906 - Stefano Gerbino di Cannitello, vescovo cattolico italiano (n. 1834)
- 1907 - Zacharie Astruc, scultore e pittore francese (n. 1833)
- 1908 - Joseph Jefferson Howard, golfista statunitense (n. 1878)
- 1908 - Giuseppe Resti Ferrari, magistrato e politico italiano (n. 1832)
- 1909 - Franz Pfanner, missionario austriaco (n. 1825)
- 1911 - Dezső Bánffy, politico ungherese (n. 1843)
- 1911 - Ernst Julius Remak, neurologo tedesco (n. 1849)
- 1911 - Menina Izildinha, portoghese (n. 1897)
- 1915 - Cornelia Fabri, matematica italiana (n. 1869)
- 1915 - Riccardo Giusto, militare italiano (n. 1895)
- 1915 - Francis Octavius Grenfell, militare inglese (n. 1880)
- 1916 - Giulio Ascoli, medico italiano (n. 1870)
- 1917 - Les Darcy, pugile australiano (n. 1895)
- 1917 - Vincenzo Rocco, militare italiano (n. 1893)
- 1917 - Enrico Rossi, pallanuotista, nuotatore e calciatore italiano (n. 1881)
- 1918 - Josef Kiss, aviatore austro-ungarico (n. 1896)
- 1918 - Harriet Löwenhjelm, poetessa e pittrice svedese (n. 1887)
- 1919 - Amado Nervo, poeta, scrittore e diplomatico messicano (n. 1870)
- 1920 - Émile Taddéoli, aviatore svizzero (n. 1879)
- 1921 - Pasquale Cordopatri, politico italiano (n. 1842)
- 1924 - Augusto Witting, ammiraglio e scrittore italiano (n. 1846)
- 1925 - Luigi Siciliani, scrittore, politico e giornalista italiano (n. 1881)
- 1926 - Robert Engels, pittore, incisore e illustratore tedesco (n. 1866)
- 1926 - Thomas Erskine Holland, giurista inglese (n. 1835)
- 1926 - Luigi Giacomelli, religioso italiano (n. 1839)
- 1926 - Salvatore Orlando, ingegnere e politico italiano (n. 1856)
- 1929 - Nicholas Spit, vescovo vetero-cattolico olandese (n. 1853)
- 1930 - Fateh Singh di Udaipur e Mewar, principe indiano (n. 1849)
- 1932 - Francesco Fulgenzio Lazzati, vescovo cattolico italiano (n. 1882)
- 1932 - Johann Baptist Moroder, scultore austriaco (n. 1870)
- 1933 - Angelo Galli, scultore e pittore italiano (n. 1870)
- 1933 - Rosslyn Erskine-Wemyss, I Barone Wester Wemyss, militare britannico (n. 1864)
- 1934 - Charles Léandre, pittore e litografo francese (n. 1862)
- 1934 - Brand Whitlock, giornalista, avvocato e politico statunitense (n. 1869)
- 1935 - Granville Redmond, pittore e attore statunitense (n. 1871)
- 1936 - Claudia Muzio, soprano italiano (n. 1889)
- 1936 - Henry Sutton, velista britannico (n. 1868)
- 1937 - Luigi Bazoli, avvocato e politico italiano (n. 1866)
- 1939 - Rinaldo Agazzi, pittore italiano (n. 1857)
- 1940 - Julien Vervaecke, ciclista su strada belga (n. 1899)
- 1941 - Tita Gori, pittore italiano (n. 1870)
- 1941 - Lancelot Holland, ammiraglio britannico (n. 1887)
- 1941 - Sofia di Lussemburgo, principessa lussemburghese (n. 1902)
- 1941 - Horace Rumbold, diplomatico inglese (n. 1869)
- 1942 - Ivan Horbačevs'kyj, chimico ucraino (n. 1854)
- 1942 - William MacKinnon, calciatore scozzese (n. 1852)
- 1942 - Paola Marchetti, compositrice e pianista italiana (n. 1904)
- 1944 - Grete Berger, attrice tedesca (n. 1883)
- 1944 - Inigo Campioni, ammiraglio italiano (n. 1878)
- 1944 - Paolo D'Ancora, prefetto e politico italiano (n. 1870)
- 1944 - Giordano Bruno Ferrari, pittore e partigiano italiano (n. 1887)
- 1944 - Matsuji Ijūin, ammiraglio giapponese (n. 1893)
- 1944 - Luigi Mascherpa, ufficiale italiano (n. 1893)
- 1944 - Mario Segre, epigrafista italiano (n. 1904)
- 1944 - Fabrizio Vassalli, ufficiale, agente segreto e partigiano italiano (n. 1908)
- 1944 - Giuseppe Zacchini, scultore italiano (n. 1872)
- 1945 - Robert Ritter von Greim, generale e aviatore tedesco (n. 1892)
- 1945 - Walter Scherff, generale tedesco (n. 1898)
- 1945 - Franz Ziereis, militare tedesco (n. 1905)
- 1946 - Norbert Kovács, compositore di scacchi ungherese (n. 1874)
- 1946 - Luigi Valchera, politico italiano (n. 1881)
- 1947 - Øistein Schirmer, ginnasta norvegese (n. 1879)
- 1948 - Jacques Feyder, regista, sceneggiatore e attore belga (n. 1885)
- 1948 - Marcus William Robertson, militare statunitense (n. 1870)
- 1949 - Eduardo Chicharro y Agüera, pittore spagnolo (n. 1873)
- 1949 - Aleksej Viktorovič Ščusev, architetto russo (n. 1873)
- 1950 - Pëtr Trojanskij, ingegnere e inventore russo (n. 1894)
- 1950 - Francesco Valagussa, pediatra e politico italiano (n. 1872)
- 1950 - Archibald Wavell, I conte Wavell, generale britannico (n. 1883)
- 1950 - Yan Huiqing, scrittore, politico e diplomatico cinese (n. 1877)
- 1951 - Thomas N. Heffron, regista cinematografico e attore teatrale statunitense (n. 1872)
- 1953 - Paul Durin, ginnasta francese (n. 1890)
- 1953 - Brunetto Paltrinieri, ciclista su strada italiano (n. 1880)
- 1953 - Erich von Waldburg-Zeil, principe, imprenditore e editore tedesco (n. 1899)
- 1954 - Luigi Carlo Caron, politico italiano (n. 1879)
- 1955 - John Capper, generale inglese (n. 1861)
- 1956 - Pierre Allemane, calciatore francese (n. 1882)
- 1956 - Guy Kibbee, attore statunitense (n. 1882)
- 1956 - Enrique Muiño, attore spagnolo (n. 1881)
- 1956 - Charles Thom, microbiologo e micologo statunitense (n. 1872)
- 1957 - Deolinda do Carmo Salvado da Conceição, scrittrice e giornalista portoghese (n. 1913)
- 1957 - Alessio De Bon, archeologo italiano (n. 1898)
- 1959 - John Foster Dulles, politico e avvocato statunitense (n. 1888)
- 1959 - Tito Montefinale, generale e politico italiano (n. 1868)
- 1960 - Domenico Buratti, pittore, poeta e illustratore italiano (n. 1881)
- 1961 - Mario Manfredi, driver italiano (n. 1924)
- 1961 - Jacob Preus, politico statunitense (n. 1883)
- 1962 - Cloe Elmo, mezzosoprano italiano (n. 1910)
- 1963 - Mario Bergamo, politico e antifascista italiano (n. 1892)
- 1963 - Cornelio Sebastiano Cuccarollo, arcivescovo cattolico italiano (n. 1870)
- 1963 - Elmore James, musicista e compositore statunitense (n. 1918)
- 1963 - Ottorino Piccinato, avvocato, dirigente d'azienda e politico italiano (n. 1890)
- 1964 - Renee Godfrey, attrice statunitense (n. 1919)
- 1964 - Pietro Maravigna, generale, storico e politico italiano (n. 1876)
- 1964 - Mario Urbinati, ingegnere italiano (n. 1885)
- 1965 - Hans Jüttner, generale tedesco (n. 1894)
- 1965 - Lucien Levy, ingegnere elettrico francese (n. 1892)
- 1965 - Sonny Boy Williamson II, cantante e compositore statunitense (n. 1908)
- 1966 - Luciano Folgore, poeta italiano (n. 1888)
- 1966 - Sadeq Mohammad Khan V, pakistano (n. 1904)
- 1967 - Géza Lakatos, generale e politico ungherese (n. 1890)
- 1968 - Angelo Sacchetti Sassetti, storico, funzionario e politico italiano (n. 1873)
- 1968 - Emilio Vidal, calciatore e allenatore di calcio spagnolo (n. 1900)
- 1969 - Paul Birch, attore statunitense (n. 1912)
- 1969 - Hjalmar Cedercrona, ginnasta svedese (n. 1883)
- 1969 - Richard Garland, attore statunitense (n. 1927)
- 1969 - Mitzi Green, attrice statunitense (n. 1920)
- 1969 - Benito Partisani, pittore, scultore e ceramista italiano (n. 1906)
- 1969 - Emilio Salafia, schermidore italiano (n. 1910)
- 1969 - Miklós Szilvásy, lottatore ungherese (n. 1925)
- 1969 - Rafael Vega de los Reyes, torero spagnolo (n. 1915)
- 1970 - Folco Lulli, attore, regista e partigiano italiano (n. 1912)
- 1971 - Guglielmo Donati, politico italiano (n. 1909)
- 1971 - Raichō Hiratsuka, scrittrice, giornalista e attivista giapponese (n. 1886)
- 1971 - Marius Lund, calciatore norvegese (n. 1888)
- 1972 - Tarcisio Vincenzo Benedetti, vescovo cattolico italiano (n. 1899)
- 1972 - Edwin Dutton, calciatore tedesco (n. 1890)
- 1972 - Ettore Fecchi, paroliere, sceneggiatore e regista italiano (n. 1911)
- 1972 - Asta Nielsen, attrice danese (n. 1881)
- 1973 - Aldo Baldassarri, giurista italiano (n. 1885)
- 1973 - Mario Ceravolo, politico e medico italiano (n. 1895)
- 1974 - Mario Bacciocchi, architetto e urbanista italiano (n. 1902)
- 1974 - Arthur Chickering, aracnologo e zoologo statunitense (n. 1887)
- 1974 - Didrik Christensen, calciatore norvegese (n. 1903)
- 1974 - Clyde Cowan, fisico statunitense (n. 1919)
- 1974 - Duke Ellington, direttore d'orchestra, compositore e pianista statunitense (n. 1899)
- 1974 - Konrad Frey, ginnasta tedesco (n. 1909)
- 1974 - Paolo Greco, giurista italiano (n. 1889)
- 1974 - Pard Pearce, giocatore di football americano statunitense (n. 1896)
- 1975 - Enrico Arienti, calciatore italiano (n. 1932)
- 1975 - Edward Grierson, scrittore britannico (n. 1914)
- 1975 - Emilio Oribe, poeta uruguaiano (n. 1893)
- 1975 - Marcel Vacherot, tennista francese (n. 1881)
- 1976 - Margaret Church, micologa statunitense (n. 1889)
- 1976 - Giacomo De Palma, avvocato e politico italiano (n. 1899)
- 1976 - Hugo Wieslander, multiplista svedese (n. 1889)
- 1977 - Elisabeth Käsemann, sociologa tedesca (n. 1947)
- 1977 - Alfred Schild, fisico statunitense (n. 1921)
- 1977 - Nino Sozzani, generale italiano (n. 1889)
- 1978 - Cyrille Adoula, politico della Repubblica Democratica del Congo (n. 1921)
- 1978 - Barry Atwater, attore statunitense (n. 1918)
- 1978 - Rae Foley, scrittrice statunitense (n. 1900)
- 1978 - Judson Melford, attore statunitense (n. 1900)
- 1978 - Lily Parr, calciatrice britannica (n. 1905)
- 1978 - Edoardo Salerno, politico e prefetto italiano (n. 1891)
- 1979 - Jan Arvan, attore statunitense (n. 1913)
- 1979 - André Luguet, attore, regista e sceneggiatore francese (n. 1892)
- 1980 - Pascoal Carlos Magno, attore teatrale, drammaturgo e regista teatrale brasiliano (n. 1906)
- 1980 - Nino Costantini, calciatore italiano (n. 1921)
- 1980 - Kim Jae-gyu, militare e agente segreto sudcoreano (n. 1926)
- 1980 - Santos Moro Briz, vescovo cattolico spagnolo (n. 1888)
- 1981 - Miguel de Capriles, schermidore statunitense (n. 1906)
- 1981 - Herbert Müller, pilota automobilistico svizzero (n. 1940)
- 1981 - Jaime Roldós Aguilera, politico ecuadoriano (n. 1940)
- 1982 - Arkadij Alov, allenatore di calcio e calciatore sovietico (n. 1914)
- 1982 - José Becerril, calciatore spagnolo (n. 1926)
- 1982 - Raffaele Calabria, arcivescovo cattolico italiano (n. 1906)
- 1982 - Quirino Toccaceli, ciclista su strada italiano (n. 1916)
- 1983 - Maurice Lefèbvre, pallanuotista francese (n. 1913)
- 1983 - Grete Reinwald, modella e attrice tedesca (n. 1902)
- 1983 - Igino Sderci, liutaio italiano (n. 1884)
- 1983 - Renato Tori, calciatore e allenatore di calcio italiano (n. 1914)
- 1984 - Vincent J. McMahon, imprenditore statunitense (n. 1914)
- 1984 - Luigi Polano, politico italiano (n. 1897)
- 1985 - Romano Gazzera, pittore italiano (n. 1906)
- 1985 - Andy MacDonald, allenatore di football americano statunitense (n. 1930)
- 1985 - Natale Masera, allenatore di calcio e calciatore italiano (n. 1910)
- 1985 - Natalio Perinetti, calciatore argentino (n. 1900)
- 1985 - Paolo Rossi, giurista e politico italiano (n. 1900)
- 1986 - Yakima Canutt, attore e stuntman statunitense (n. 1895)
- 1986 - Eduardo Gonzalez Gallarza, militare e aviatore spagnolo (n. 1898)
- 1986 - George Gordon, regista, animatore e sceneggiatore statunitense (n. 1906)
- 1986 - Chris Graham, pugile canadese (n. 1900)
- 1987 - Alberto Canetta, attore e regista svizzero (n. 1924)
- 1987 - Eliano Fantuzzi, pittore italiano (n. 1909)
- 1987 - Hermione Gingold, attrice britannica (n. 1897)
- 1987 - Lajos Ligeti, orientalista e filologo ungherese (n. 1902)
- 1987 - Clara Lollini, chimica italiana (n. 1888)
- 1987 - Ugo Purcaro, schermidore italiano (n. 1914)
- 1987 - Eugen Relgis, scrittore, filosofo e pacifista romeno (n. 1895)
- 1987 - Ernesto di Lippe, principe tedesco (n. 1902)
- 1988 - Freddie Frith, pilota motociclistico britannico (n. 1909)
- 1988 - Ernest Labrousse, storico francese (n. 1895)
- 1988 - Sergio Marullo Di Condojanni, politico italiano (n. 1918)
- 1989 - Guus Dräger, calciatore olandese (n. 1917)
- 1989 - Mario Giannone, presbitero, scrittore e militare italiano (n. 1910)
- 1989 - Gavino Polo, pittore e storico dell'arte italiano (n. 1921)
- 1990 - Jacques Lob, fumettista francese (n. 1932)
- 1990 - Julijans Vaivods, cardinale e vescovo cattolico lettone (n. 1895)
- 1990 - Dries van der Lof, pilota automobilistico olandese (n. 1919)
- 1990 - Jeanne de Salzmann, mistica svizzera (n. 1889)
- 1991 - Gene Clark, cantautore statunitense (n. 1944)
- 1992 - Francis Thomas Bacon, ingegnere britannico (n. 1904)
- 1992 - Paul Moukila, calciatore della Repubblica del Congo (n. 1950)
- 1992 - Luiz Eça, pianista brasiliano (n. 1936)
- 1993 - Giovanni Giraudi, politico italiano (n. 1915)
- 1993 - Mieczysław Horszowski, pianista polacco (n. 1892)
- 1993 - Juan Jesús Posadas Ocampo, cardinale e arcivescovo cattolico messicano (n. 1926)
- 1993 - Filippo Scroppo, pittore italiano (n. 1910)
- 1994 - Willi Eichhorn, canottiere tedesco (n. 1908)
- 1994 - John Wain, scrittore britannico (n. 1925)
- 1995 - Amilcare Pasini, vescovo cattolico italiano (n. 1917)
- 1995 - Harold Wilson, politico britannico (n. 1916)
- 1996 - John Abbott, attore britannico (n. 1905)
- 1996 - Jorge Bolaños, calciatore ecuadoriano (n. 1944)
- 1996 - José Cuatrecasas, botanico spagnolo (n. 1903)
- 1996 - Jacob Druckman, compositore statunitense (n. 1928)
- 1996 - Johan Kraag, politico surinamese (n. 1913)
- 1996 - Rudolf Naumann, archeologo e storico dell'architettura tedesco (n. 1910)
- 1996 - Lois Pereiro, poeta e scrittore spagnolo (n. 1958)
- 1996 - Norman René, regista statunitense (n. 1951)
- 1997 - Robbie Branscum, scrittrice statunitense (n. 1934)
- 1997 - Edward Mulhare, attore irlandese (n. 1923)
- 1998 - Ľudovít Dubovský, calciatore slovacco (n. 1918)
- 1998 - Bianca Maria Pirazzoli, attrice teatrale e regista teatrale italiana (n. 1951)
- 1999 - Arnaldo José Da Silva, calciatore portoghese (n. 1944)
- 1999 - Bob Dietz, cestista e allenatore di pallacanestro statunitense (n. 1917)
- 1999 - Ramón Rubial, politico spagnolo (n. 1906)
- 2000 - Henryk Chroscicki, produttore cinematografico polacco (n. 1919)
- 2000 - Oleg Nikolaevič Efremov, attore russo (n. 1927)
- 2000 - Alberico Semeraro, vescovo cattolico italiano (n. 1903)
- 2000 - Majrooh Sultanpuri, paroliere indiano (n. 1919)
- 2000 - Cliff Sutter, tennista statunitense (n. 1910)
- 2000 - Aldo Valleroni, compositore, paroliere e giornalista italiano (n. 1920)

## XXI secolo(102)
- 2001 - Tor Jevne, calciatore norvegese (n. 1928)
- 2001 - Patricia Robertson, astronauta e fisica statunitense (n. 1963)
- 2001 - Fernanda Turvani, regista televisiva italiana (n. 1927)
- 2001 - Javier Urruticoechea, calciatore spagnolo (n. 1952)
- 2001 - Domenico Vacchiano, arcivescovo cattolico italiano (n. 1914)
- 2002 - Antonia Pantojas, attivista e educatrice portoricana (n. 1922)
- 2002 - Ugolino da Belluno, religioso, pittore e scultore italiano (n. 1919)
- 2002 - Xi Zhongxun, rivoluzionario e politico cinese (n. 1913)
- 2003 - Rachel Kempson, attrice britannica (n. 1910)
- 2003 - Arne Skouen, regista e giornalista norvegese (n. 1913)
- 2003 - Tahia Halim, pittrice e artista egiziana (n. 1919)
- 2004 - Francesco Boriani, calciatore e allenatore di calcio italiano (n. 1913)
- 2004 - Maria Josep Colomer i Luque, pioniere dell'aviazione spagnola (n. 1913)
- 2004 - Ko Yong-hui, ballerina nordcoreana (n. 1952)
- 2004 - Lee Won-u, cestista sudcoreano (n. 1958)
- 2005 - Carl Amery, scrittore e politico tedesco (n. 1922)
- 2005 - Vincenzo Paladino, critico letterario e giornalista italiano (n. 1924)
- 2006 - Henry Bumstead, scenografo statunitense (n. 1915)
- 2006 - Matilde Cassin, partigiana e attivista italiana (n. 1921)
- 2006 - Leo Pescarolo, produttore cinematografico italiano (n. 1935)
- 2006 - Heinz Stettler, bobbista svizzero (n. 1953)
- 2008 - Tano Cimarosa, attore, regista e sceneggiatore italiano (n. 1922)
- 2008 - Ingolf Gorges, attore, doppiatore e conduttore radiofonico tedesco (n. 1940)
- 2008 - Robert Knox, attore britannico (n. 1989)
- 2008 - Dick Martin, attore, regista televisivo e comico statunitense (n. 1922)
- 2009 - Giulio Oberhammer, hockeista su ghiaccio italiano (n. 1935)
- 2010 - Edgar Dietsche, bobbista svizzero
- 2010 - Paul Gray, bassista statunitense (n. 1972)
- 2010 - Masao Kimura, wrestler giapponese (n. 1941)
- 2010 - Steve New, chitarrista inglese (n. 1960)
- 2010 - Eugenia Paul, attrice statunitense (n. 1935)
- 2010 - Anneliese Rothenberger, soprano tedesco (n. 1924)
- 2011 - Fulvio Cerofolini, partigiano, politico e sindacalista italiano (n. 1928)
- 2011 - Huguette Clark, filantropa e pittrice statunitense (n. 1906)
- 2011 - Giovanni Giudici, poeta e giornalista italiano (n. 1924)
- 2011 - Abdias do Nascimento, politico e artista brasiliano (n. 1914)
- 2011 - Guido Petter, psicologo e scrittore italiano (n. 1927)
- 2012 - Klaas Carel Faber, militare olandese (n. 1922)
- 2012 - Nada Giorgi, partigiana italiana (n. 1927)
- 2012 - Jacqueline Harpman, scrittrice e psicoanalista belga (n. 1929)
- 2012 - Muzaffar Hassan, ammiraglio e politico pakistano (n. 1920)
- 2012 - Francisco Lombardo, calciatore argentino (n. 1925)
- 2012 - Luigi Milone, filologo italiano (n. 1949)
- 2012 - Giampaolo Zucchelli, medico italiano (n. 1927)
- 2013 - Carlos Correa, calciatore uruguaiano (n. 1936)
- 2013 - Ron Davies, calciatore gallese (n. 1942)
- 2013 - Antonio Puchades, calciatore spagnolo (n. 1925)
- 2013 - Ed Shaughnessy, batterista statunitense (n. 1929)
- 2013 - Pëtr Todorovskij, regista, sceneggiatore e direttore della fotografia russo (n. 1925)
- 2014 - Klaus Herm, attore tedesco (n. 1925)
- 2014 - Maurizio Mannelli, pallanuotista italiano (n. 1930)
- 2014 - Andrej Nikolaevič Mironov, giornalista russo (n. 1954)
- 2015 - Vladimír Hagara, calciatore cecoslovacco (n. 1943)
- 2015 - Tanith Lee, scrittrice inglese (n. 1947)
- 2015 - Samuel Oliva, cestista argentino (n. 1942)
- 2016 - Buck Kartalian, attore statunitense (n. 1922)
- 2016 - Burt Kwouk, attore britannico (n. 1930)
- 2016 - Mell Lazarus, fumettista statunitense (n. 1927)
- 2016 - Carola Mazot, pittrice italiana (n. 1929)
- 2017 - Giovanni Bignami, fisico e divulgatore scientifico italiano (n. 1944)
- 2017 - Denis Johnson, scrittore statunitense (n. 1949)
- 2017 - Jared Martin, attore statunitense (n. 1941)
- 2017 - Alberto Recchia, calciatore e allenatore di calcio italiano (n. 1935)
- 2017 - Sonny West, attore e stuntman statunitense (n. 1938)
- 2018 - Gudrun Burwitz, tedesca (n. 1929)
- 2018 - Jerry Maren, attore statunitense (n. 1920)
- 2019 - Gianfranco Bozzao, calciatore e allenatore di calcio italiano (n. 1936)
- 2019 - Ettore Casari, logico italiano (n. 1933)
- 2019 - Murray Gell-Mann, fisico statunitense (n. 1929)
- 2019 - Oleg Golovanov, canottiere sovietico (n. 1934)
- 2019 - Aldo Pagani, musicista, compositore e produttore discografico italiano (n. 1932)
- 2019 - Manuel Pazos, calciatore spagnolo (n. 1930)
- 2020 - Franco Battistelli, storico e bibliotecario italiano (n. 1934)
- 2020 - Jimmy Cobb, batterista statunitense (n. 1929)
- 2020 - Jean-Loup Dabadie, giornalista, scrittore e sceneggiatore francese (n. 1938)
- 2020 - Carlo Durante, atleta paralimpico italiano (n. 1946)
- 2020 - Fred Lamond, scrittore inglese (n. 1931)
- 2020 - Victor Sadler, esperantista britannico (n. 1937)
- 2020 - Sergio Siglienti, banchiere e economista italiano (n. 1926)
- 2021 - Ralph Batchelor, biochimico e dirigente d'azienda britannico (n. 1931)
- 2021 - Aldo Forbice, conduttore radiofonico e giornalista italiano (n. 1940)
- 2021 - Anna Halprin, coreografa e ballerina statunitense (n. 1920)
- 2021 - Samuel E. Wright, attore e doppiatore statunitense (n. 1946)
- 2022 - Faustino Ardesi, calciatore e allenatore di calcio italiano (n. 1921)
- 2022 - Gennaro Cannavacciuolo, attore, cantante e cabarettista italiano (n. 1962)
- 2022 - Ouka Leele, pittrice, fotografa e poetessa spagnola (n. 1957)
- 2022 - Maurizio Silvi, truccatore italiano (n. 1949)
- 2022 - Thomas Ulsrud, giocatore di curling norvegese (n. 1971)
- 2023 - Antonio Coscia, cestista paraguaiano (n. 1935)
- 2023 - Bill Lee, compositore, musicista e attore statunitense (n. 1928)
- 2023 - George Maharis, attore e cantante statunitense (n. 1928)
- 2023 - Tina Turner, cantante statunitense (n. 1939)
- 2024 - Jorge Arganis Díaz Leal, politico e funzionario messicano (n. 1943)
- 2024 - Doug Ingle, cantante e organista statunitense (n. 1946)
- 2024 - Dave Walker, pilota automobilistico australiano (n. 1941)
- 2024 - PierLuigi Zoccatelli, sociologo italiano (n. 1965)
- 2025 - Susan Brownmiller, giornalista, scrittrice e attivista statunitense (n. 1935)
- 2025 - Peter David, scrittore e fumettista statunitense (n. 1956)
- 2025 - Kiril Ivkov, calciatore bulgaro (n. 1946)
- 2025 - Marcel Ophüls, regista, sceneggiatore e produttore cinematografico statunitense (n. 1927)
- 2025 - Eugenio Rizzolini, calciatore italiano (n. 1937)
- 2025 - Alan Yentob, manager e conduttore televisivo britannico (n. 1947)

## Senza anno specificato(1)
- Elpidio di Atella, vescovo italiano